# Phtheochroides
Phtheochroides is een geslacht van vlinders van de familie bladrollers (Tortricidae).

## Soorten
- P. apicana (Walsingham, 1900)
- P. clandestina (Razowski, 1968)